# Porto Xavier
Porto Xavier este un oraș în Rio Grande do Sul (RS), Brazilia.